# Kosjkinocultuur
De Kosjkinocultuur (Russisch: Кошкинская культура) was een archeologische cultuur uit het Oeral-neolithicum (5e - begin 4e millennium voor Christus). Ze werd voor het eerst beschreven in de jaren 70 en 80 van de 20e eeuw door V.T. Kovaljova, op basis van opgravingen in de oblast Koergan. Later werden ook in  de oblast Tjoemen sporen van de cultuur gevonden.
De nederzettingen bevonden zich langs de oevers van rivieren (Tobol) en meren en bestonden uit 4-5 semi-verdiepte woningen, waarvan de oppervlakte varieerde van 36 tot 120 m². In het midden van de woning bevond zich een haard.
Aardewerk was bekend. De vaten waren groot van formaat, met een diameter aan de rand van 20 tot 30-40 cm. De decoraties bestonden uit uitgestoken herhalende zigzaglijnen, kruisen, golvende lijnen en spiralen. Bij een site in het 13e Zuidelijke Administratieve District werd een menselijk hoofd van klei gevonden.
De stenen werktuigen omvatten klingen en pijlpunten.
De economie was gebaseerd op jacht (elanden, hazen, watervogels) en visserij.
Een relatie met de lokale mesolithische traditie wordt betwist. Er wordt aangenomen dat de wortels van de cultuur verband houden met migraties vanuit de zuidelijke regio's (Dzjangar in Kalmukkië). De Kosjkinocultuur werd opgevolgd door de Boborykinocultuur.